# Oulx
Oulx (en occitano Ors) es una localidad italiana de la provincia de Turín, región de Piamonte,  con 3.170 habitantes.
Está situado en el Valle de Susa, uno de los Valles Occitanos. Limita con los municipios de Bardonecchia, Cesana Torinese, Exilles, Névache, Pragelato, Salbertrand, Sauze d'Oulx y Sestriere.

## Evolución demográfica
| Gráfica de evolución demográfica de Oulx entre 1861 y 2001 |
|                                                            |
| Fuente ISTAT - elaboración gráfica de Wikipedia            |